# مؤسسة طابة
مؤسسة طابة (بالإنجليزية: Tabah Foundation)‏؛ هي مؤسسة غير ربحية، أسسها الحبيب علي الجفري، ومقرها في العاصمة الإماراتية أبوظبي، وتهدف المؤسسة إلى تقديم الاستشارات إلى قادة الرأي لمساعدتهم على اتخاذ النهج المناسب من أجل الارتقاء بالمجتمعات، كما تعمل مؤسسة طابة على إعداد المشاريع التي تُبرز القيم الحضارية للإسلام، من خلال إعداد نُظم عمل المؤسسات وِِفق معايير ومقاييس القيم الحضارية للإسلام، وترى المؤسسة أن مهمتها الأساسية هي إعادة تأهيل الخطاب الإسلامي للاستيعاب الإنساني ورؤيتها في ذلك هي إعداد الدراسات والكوادر والمؤسسات لتطوير خطاب إسلامي واضح وإيصاله للعالم بأسره بطريقة تؤدي للإدراك.

## المرجعية الشرعية
المرجعية الشرعية لمؤسسة طابة هي المجلس الاستشاري الأعلى الذي يضم عددًا من كبار علماء العالم الإسلامي وهم:-
- الشيخ محمد سعيد رمضان البوطي من أهم علماء سوريا ورئيس قسم العقائد والأديان في كلية الشريعة بجامعة دمشق.
- الشيخ عبد الله بن بيه رئيس مركز التجديد والترشيد بلندن.
- الشيخ نوح القضاة المفتي العام بالأردن سابقاً.
- الشيخ علي جمعة مفتي مصر.
- الحبيب عمر بن حفيظ مؤسس وعميد دار المصطفى للدراسات الإسلامية باليمن.

## اللجنة الأكاديمية الاستشارية
تقوم هذه اللجنة بتحديد جدول الأعمال لإدارة الأبحاث، كما تقدم التوصيات والتوجيهات بشأن سير البحث العام والمشاريع التي ستجريها إدارة الأبحاث، وأعضاء اللجنة هم:-
- د.محمود مصري من سوريا.
- د.فاروق حمادة من المغرب.
- د.كريم لـحّام من المملكة المتحدة.
- د.عارف نايض من ليبيا.
- كمران باجوا من الولايات المتحدة الأمريكية.
- الحبيب علي الجفري من اليمن.
- الشيخ جهاد براون من الولايات المتحدة الأمريكية.

## الأهداف الرئيسية للمؤسسة
أوردت المؤسسة النقاط التالية كأهداف رئيسية لها:-
- استثمار وتنظيم شتات الطاقات غير المستغَلة الموجودة في الأمة.
- تجسير الهوات بعد دراستها ومعرفة الظروف المؤدية لها ومن ثم وضع وتطبيق الحلول المناسبة لها.
- بناء وتطوير مؤسسات على مستوىً احترافي أمثل تخدم رسالة ورؤية وأهداف المؤسسة.
- إيجاد وتطوير الكوادر البشرية.
- إيجاد إمكانية لإيصال الرسالة للعالم الإنساني وذلك باستخدام قواعد البيانات والعلاقات العامة.

## الأبحاث
تسعى في أبحاث طابة إلى إيجاد تغيير في طريقة تفكير المسلمين وغير المسلمين عن الإسلام في عالمنا المعاصر، وتعمل أبحاث طابة من خلال إطارين هما:-
- المجلس الاستشاري الأعلى.
- اللجنة الأكاديمية الاستشارية.

## تطوير المؤسسات

### مشاريع التطوير الإداري

شعار دار المصطفى بتريم

شعار مؤسسة سحنون ببلجيكا

- تطوير القسم المالي لدار المصطفى للدراسات الإسلامية.
- إنشاء مؤسسة سحنون في بلجيكا.
- تطوير برنامج إعداد الكوادر المتميزة.

### مشاريع التطوير الثقافي والتعليمي
- تطوير دار زايد للثقافة الإسلامية - العين.
- مشروع دورات ودراسات لتطوير التعليم الشرعي والوقف في شرق إفريقيا.

### مشاريع التطوير الإعلامي
- دراسة تفصيلية لإنشاء ستوديو تلفزيوني في تريم - اليمن.
- تأسيس شبكة المدينة الفضائية وإطلاق أولى قنواتها.

## مبادرات طابة

### برنامج (حي في قلوبنا): مبادرات البرنامج
- مشروع جوائز المحبة
- منتديات حي في قلوبنا
- برامج تلفزيونية ومحاضرات

### برنامج (لتعارفوا): مبادرات البرنامج
- مبادرة «كلمة سواء»[2]
- مؤتمر «لتعارفوا»
- مقالات جريدة كوبنهاغن بوست: نشر صفحة داخلية كاملة بجريدة "كوبنهاغن بوست" كبرى الجرائد الناطقة باللغة الإنجليزية في الدنمارك – مع إعلان على الغلاف الخارجي للجريدة لمدة عام، بواقع عدد واحد لكل أسبوع، وذلك بغية التعريف بأخلاق رسول الإسلام".[3]

## الإعلام
يهدف إعلام طابة إلى إظهار الصورة الصحيحة للإسلام وتحديث الخطاب الإعلامي للإسلام، كما تهدف إلى التواصل مع مختلف الثقافات في العالم مستغلة بذلك تطور تقنية الاتصالات.

### الأفلام الوثائقية

ملصق فيلم دين دايت

تختص وحدة إنتاج الأفلام بإنتاج الأفلام الوثائقية والتلفزيونية والمشاركة بها في المهرجانات العالمية
- الفيلم الوثائقي (دين دايت): يُركز هذا الفيلم على فهم الصراع بين المثل الدينية التقليدية والحداثة ويبحث في التأثيرات الإيجابية والسلبية لثقافة البوب الأمريكية على الشباب المسلم هذه الأيام.
- الفيلم الوثائقي (أرضية مشتركة): يُبرز هذا الفيلم الجهود المختلفة للمجتمعات التي تكافح للتغلب على التحديات التي خلفتها أزمة الرسوم الكرتونية الدنماركية، كما يعرض الفيلم لمحة للنهج والأسلوب المتبع من عدة ثقافات لحل الصراعات التي لا غنى عنها في القرن الحادي والعشرون.
- الفيلم الوثائقي (عاصفة اليمن): تم تصوير هذا الفيلم الوثائقي من مواقع المناطق الأكثر تضرراً في اليمن من جرّاء فيضان أكتوبر 2008، ناقلاً مآسي الأهالي وجهود الإنقاذ والإغاثة التي يقوم بها الأفراد والمنظمات على الأرض.

### البرامج التلفزيونية
تختص وحدة البرامج التلفزيونية بإنتاج البرامج التلفزيونية والمحاضرات
- رحلة كينيا أوائل 2006.
- دروس الصوم من صحيح البخاري رمضان 1426: سلسلة دروس للداعية الإسلامي الحبيب علي الجفري وهي عبارة عن 30 حلقة تلفزيونية، عرضت على قناة دريم 2.
- حي في قلوبنا (دروس في الشمائل المحمدية): سلسلة دروس للداعية الإسلامي الحبيب علي الجفري عددها ستة دروس، عرضت على قناة دريم 2.
- دورة بعنوان (الإيمان والصلة بالخلق): قام بها الحبيب عمر بن محمد بن سالم بن حفيظ بمسجد سعد بن أبي وقاص في أبوظبي.
- برنامج أصول الأخلاق النبوية: برنامج تلفزيوني للداعية الإسلامي الحبيب علي الجفري وهي عبارة عن 17 درس تم عرضها على قناة الرسالة.
- دروس الصوم من صحيح البخاري رمضان 1427: سلسلة دروس للداعية الإسلامي الحبيب علي الجفري وهي عبارة عن 30 حلقة، مدة كل حلقة 15 دقيقة. ألقيت بمسجد الشيخ حمدان بن محمد بمنطقة بين الجسرين بأبوظبي.
- دروس الصوم من صحيح البخاري رمضان 1428: سلسلة دروس للداعية الإسلامي الحبيب علي الجفري وهي عبارة عن 30 حلقة تلفزيونية، مدة كل حلقة 30 دقيقة. ألقيت بمسجد الشيخ حمدان بن محمد بمنطقة بين الجسرين بأبوظبي.
- برنامج (غنائم أهل الإيمان): سلسلة دروس للحبيب عمر بن حفيظ وهو عبارة عن 29 حلقة مدة الحلقة 14 دقيقة تم تصويره بدار المصطفى للدراسات الإسلامية بتريم.

### محاضرات عامة
1. ندوة حول الأخلاق النبوية للحبيب عمر بن حفيظ بمسجد سعد بن أبي وقاص بأبوظبي.
2. محاضرة للأستاذ عمرو خالد بعنوان مزيج بين مشاعر إيمانية ومعاني أسرية. ألقيت على المسرح الوطني بأبوظبي في رمضان 1428هـ.
3. محاضرة للأستاذ الدكتور طه عبد الرحمن بعنوان الأخلاق العالمية.. مداها وحدودها ألقيت على مسرح المجمع الثقافي بأبوظبي

### محاضرات للحبيبعلي الجفري
1. تديننا اليوم... مؤشرة قوة أم نقطة ضعف: ألقيت بنادي تراث الإمارات في رمضان 1427 هـ.
2. حاجة الأمة إلى الطمأنينة: ألقيت بنادي تراث الإمارات في رمضان 1427 هـ.
3. حتى لا يكون الدين لعبا: ألقيت بنادي تراث الإمارات في رمضان 1427 هـ.
4. أمسية رمضانية بمدينة زايد بالمنطقة الغربية في 11 رمضان 1426 هـ.
5. أمسية رمضانية في كلية الشرطة بأبوظبي في 15 رمضان 1426 هـ.
6. محاضرة بمملكة البحرين بعنوان (الأمة الإسلامية إلى أين؟). تم عرضها على قناة دريم 2 رمضان 1427 هـ.
7. حي في قلوبنا: محاضرة في جمعية المرأة الظبيانية 9/2/2006م. عرضت على قناة دريم 2 رمضان 1427 هـ.
8. حي في قلوبنا: محاضرة في قاعة غرفة الصناعة والتجارية بأبوظبي 12/2/2006م. عرضت على قناة دريم 2 رمضان 1427 هـ.
9. محاضرة بعنوان غزوة بدر الكبرى أقيمت في مسرح شركة أدما بأبوظبي رمضان 1428هـ.
10. محاضرة بعنوان الجهاد الأمني ألقيت بكلية شرطة أبوظبي في رمضان 1429هـ.
11. سلسلة الإساءات.... وسنة المواقف ألقيت بمسجد سعد بن أبي وقاص 1429هـ.
12. محاضرتان بجامعة زايد بعنوان (رحلتك الجامعية... أهداف وإنجازات).

## وصلات خارجية
- موقع مؤسسة طابة.
- الدكتور طه عبد الرحمن يناقش الأخلاق العالمية بأبوظبي.